# CNE
CNE (Consejo Nacional Electoral) er det nationale valgråd i Venezuela.

## Ekstern henvisning
- Artikel om Venezuela i www.leksikon.org

| Samfund | Spire Denne samfundsartikel er en spire som bør udbygges. Du er velkommen til at hjælpe Wikipedia ved at udvide den. |